# ブレンダン・フレッチャー
ブレンダン・フレッチャー（Brendan Fletcher、1981年12月15日 - ）は、カナダの俳優。ブリティッシュコロンビア州コモックスヴァレー出身。

## 来歴
1995年にテレビ映画『Little Criminals』でデビューし、1997年の『エア・バディ』のラリー役で映画初出演を飾る｡
ウーヴェ・ボルの作品の常連俳優でもあり､『アローン・イン・ザ・ダーク』や『ブラッドレイン』のシリーズ2・3作目、『ザ・テロリスト』などに出演しているほか、テリー・ギリアム監督の『ローズ・イン・タイドランド』のディケンズ役がある。
テレビでは『シャーリー･ホームズの冒険』のスティンク役や『私はケイトリン』のエリック役でレギュラー出演しているほか、『ザ・パシフィック』ではビル・ライデン一等兵を演じた。

## フィルモグラフィー
| 製作年    | 邦題 原題                                                                     | 役名                                            | 備考                                                                                     |
| --------- | ----------------------------------------------------------------------------- | ----------------------------------------------- | ---------------------------------------------------------------------------------------- |
| 1996      | デッド・ターゲット Dead Ahead                                                 | ダグ・ロック                                    | テレビ映画                                                                               |
| 1996      | ミステリー・グースバンプス Goosebumps                                         | グレイディ・タッカー                            | シーズン1の「フィーバースワンプの狼男」（原題：The Werewolf of Fever Swamp）前後編に主演 |
| 1996-2000 | シャーリー・ホームズの冒険 The Adventures of Shirley Holmes                   | スターリング（スティンク）・パターソン          | テレビシリーズ                                                                           |
| 1997      | バイオハザード Contagious                                                     | ブライアン                                      | テレビ映画                                                                               |
| 1997      | エア・バディ Air Bud                                                          | ラリー・ウィリンガム                            |                                                                                          |
| 1997      | トラックス Trucks                                                             | ローガン                                        | テレビ映画                                                                               |
| 1998      | トラブル・トラベル/パパは一人で大騒ぎ! Tourist Trap                           | カイル・アーリー                                | 『The Wonderful World of Disney』のシーズン1エピソード25                                 |
| 2000-2001 | 私はケイトリン Caitlin's Way                                                  | エリック・アンダーソン                          | テレビシリーズ、シーズン1からシーズン2                                                   |
| 2001      | アンディ・ガルシア 沈黙の行方 The Unsaid                                      | トロイ・パスターナック                          |                                                                                          |
| 2001      | ナイトビジョン Night Visions                                                  | シェーン・ワトキンス                            | エピソード8「Bitter Harvest」                                                            |
| 2002      | イン・ジャングル 地獄からの脱出 100 Days in the Jungle                        | ビーン(ニール・バーバー)                        | テレビ映画                                                                               |
| 2003      | フレディVSジェイソン Freddy vs. Jason                                         | マーク                                          |                                                                                          |
| 2004      | ファイナル・カット The Final Cut                                              | マイケル                                        |                                                                                          |
| 2004      | ウルフマン リターンズ Ginger Snaps: Unleashed                                 | ジェレミー                                      | 邦題にリターンズと付いているが､『ジンジャー・スナップス』のシリーズ2作目                 |
| 2004      | ウルフマン Ginger Snaps Back: The Beginning                                   | フィン                                          | 『ジンジャー･スナップス』のシリーズ3作目                                                 |
| 2004      | ロードキラー in L.A. Mojave                                                   | ジョニー                                        |                                                                                          |
| 2005      | ローズ・イン・タイドランド Tideland                                           | ディケンズ                                      |                                                                                          |
| 2005      | アローン・イン・ザ・ダーク Alon in the dark                                   | キャビー                                        |                                                                                          |
| 2005      | プライベート・ムーン Paper Moon Affair                                        | ハート･ターナー                                 |                                                                                          |
| 2006      | スーパーナチュラル Supernatural                                               | マックス・ミラー                                | テレビシリーズ、シーズン1エピソード14にゲスト出演                                        |
| 2006      | RV                                                                            | ハウィー                                        |                                                                                          |
| 2006      | マスターズ・オブ・ホラー Masters of Horror                                    |                                                 | シーズン2エピソード1「災厄の街」（原題：The Damned Thing）                               |
| 2006      | バニシング・シューター Rapid Fire                                             | ビリー                                          | テレビ映画                                                                               |
| 2007      | 88ミニッツ 88 Minutes                                                         | ジョニー・ダフランコ                            |                                                                                          |
| 2007      | CSI:科学捜査班 CSI: Crime Scene Investigation                                 | ミッチェル（ミッチ）・ダグラス/ライオネル・デル | テレビシリーズ、シーズン7エピソード16にゲスト出演                                        |
| 2007      | ブラッドレインII BloodRayne II: Deliverance                                   | ミュラー                                        | オリジナルビデオ                                                                         |
| 2008      | 鉄板ニュース伝説 The Onion Movie                                              |                                                 |                                                                                          |
| 2008      | インクレディブル Ogre                                                         | スティーブン・チャンドラー                      | テレビ映画                                                                               |
| 2008      | グリーンリバー・キラー/史上最凶の殺人鬼 The Capture of the Green River Killer | ボビー                                          | テレビミニシリーズ                                                                       |
| 2009      | リスナー 心を読む青い瞳 The Listener                                          | タズ                                            | テレビシリーズ、シーズン1エピソード3にゲスト出演                                         |
| 2009      | ヤング・スーパーマン Smallville                                               | ルディ・ジョーンズ/パラサイト                   | テレビシリーズ、シーズン8エピソード21にゲスト出演                                        |
| 2009      | ザ・テロリスト Rampage                                                        | ビル・ウィリアムソン                            |                                                                                          |
| 2010      | ザ・パシフィック The Pacific                                                  | ビル・ライデン一等兵                            | テレビミニシリーズ                                                                       |
| 2010      | スモーク・スクリーン 疑惑の炎 Smoke Screen                                    | パット・ジュニア                                | テレビ映画                                                                               |
| 2011      | ENDGAME 〜天才バラガンの推理ゲーム Endgame                                    | メリット・シンガー                              | テレビシリーズ、シーズン1エピソード1にゲスト出演                                         |
| 2011      | ブラッドレイン 血塗られた第三帝国 Bloodrayne: The Third Reich                 | ナサニエル・グレゴール                          |                                                                                          |
| 2012      | ALCATRAZ/アルカトラズ Alcatraz                                                | ジョセフ・リメリック                            | テレビシリーズ                                                                           |
| 2012      | ワールド・オン・ファイアー Ring of Fire                                       | サミュエル・ジャネン                            | テレビシリーズ                                                                           |
| 2013      | 人造人間13号 13 Eerie                                                         | ジョシュ                                        |                                                                                          |
| 2013      | THE KILLING The Killing                                                       | ゴールディ                                      | テレビシリーズ、シーズン3のみ                                                            |
| 2013      | ザ・シューター 大統領暗殺 Suddenly                                            | アンダーソン                                    |                                                                                          |
| 2014      | ベイツ・モーテル 〜サイコキラーの覚醒〜 Bates Motel                           | カイル                                          | テレビシリーズ、シーズン2エピソード2にゲスト出演                                         |
| 2014      | ザ・テロリスト 合衆国陥落 Rampage: Capital Punishment                         | ビル・ウィリアムソン                            |                                                                                          |
| 2015      | レヴェナント: 蘇えりし者 The Revenant                                         | フライマン                                      |                                                                                          |
| 2016      | ボーダーランド Rampage: President Down                                        | ビル・ウィリアムソン                            |                                                                                          |
| 2017      | 刑事カーディナル 悲しみの四十語 Cardinal                                      | エリック・フレイザー                            | テレビシリーズ、シーズン1のみ                                                            |
| 2018      | ワイルド・ブレイブ Braven                                                     | ウェストン                                      |                                                                                          |
| 2018      | コントロール 洗脳殺人 Distorted                                               | ラッセル・カラン                                |                                                                                          |
| 2018      | ザ・スタンド 連続殺人犯の元カレと妄想症に悩む私 Open 24 Hours                 | ボビー                                          |                                                                                          |
| 2018-2019 | ARROW/アロー Arrow                                                            | スタンリー・ドーヴァー                          | テレビシリーズ、シーズン7                                                                |
| 2023      | ファーゴ Fargo                                                                | 銃砲店の店員                                    | テレビシリーズ、シーズン5                                                                |